# بازگشت (فیلم ۱۳۹۲)
بازگشت فیلمی اجتماعی-دینی، ساخت ایران به کارگردانی و نویسندگی علی قوی‌تن محصول سال ۱۳۹۲ است. این فیلم در کویرهای حد فاصل میان دامغان و طبس فیلمبرداری شده است.

## خلاصه داستان
بازگشت قصه مردی است که برای نیل به حقایقی به طبیعت سفر می‌کند و در این سفر که به کنکاش موضوع مورد نظر خود می‌پردازد، دختری نیز با او همراه می‌گردد.